# Jay E. Adams

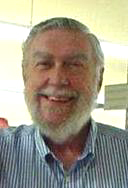
Jay E. Adams

Jay Edward Adams (* 30. Januar 1929 in Baltimore, Maryland; † 14. November 2020) war ein US-amerikanischer evangelisch-reformierter Theologe, Psychologe, Seelsorger, Referent und Autor mit Schwerpunkt Seelsorge, der mehr als 100 Bücher geschrieben hat.

## Leben
Adams studierte Griechisch an der Johns Hopkins University in Baltimore und Theologie am Reformed Episcopal Seminary in Pennsylvania, und er schloss beide Studiengänge mit einem Bachelor ab. Den Master in Theologie machte er bei Andrew W. Blackwood am Homiletischen Seminar der Theologischen Schule der Temple University in Philadelphia. Seinen Doktor in Theologie erhielt er von der University of Missouri in Columbia (Missouri). Er arbeitete an dem Pittsburgh Xenia Theological Seminary in Pittsburgh und erhielt einen Post-doc fellowship bei O. Hobart Mowrer in Psychologie an der University of Illinois in Illinois.
Adams betreute danach presbyterianische und reformierte Kirchen im Westen Pennsylvanias und in New Jersey, wo er auch als Pastor ordiniert wurde. Dann war er drei Jahre Lehrer an der Universität von Missouri in Columbia. 1963 bis 1983 lehrte er Homiletik, Seelsorge und Praktische Theologie am Westminster Theological Seminary in Glenside, Pennsylvania, bei Philadelphia. Er gründete die Christian Counseling and Educational Foundation in Laverock und gab die Zeitschrift Pastoral Practice heraus. Er war Präsident der National Association of Nouthetic Counselors und Direktor des Advanced Studies at Westminster Theological Seminary in Escondido, Kalifornien.
Für sein Anliegen – eine an der Bibel orientierte Seelsorge – lebte er, schrieb er viele Bücher und sprach an Konferenzen weltweit.
Adams war verheiratet mit Betty Jane, sie haben vier Kinder und wohnten in Woodruff bei Spartanburg, South Carolina.

## Werke
Adams hat mehr als 100 Bücher geschrieben, sie wurden in 16 Sprachen übersetzt. Folgende Titel wurden ins Deutsche übersetzt:
- Befreiende Seelsorge: Theorie und Praxis einer biblischen Lebensberatung. Brunnen, Gießen 1973. ISBN 3-7655-0280-4 (Neuauflage 1980. ISBN 978-3-7655-0280-4)
- Christsein auch zu Hause. Familienleben biblisch gestalten. Brunnen, Gießen 1975. (neuste Auflage: Christliche Literatur-Verbreitung, Bielefeld 2013. ISBN 978-3-86699-234-4)
- Festgefahren? – Einübung in ein befreites Leben. Brunnen, Gießen 1976. ISBN 978-3-7655-0393-1
- Handbuch für Seelsorge. Praxis der biblischen Lebensberatung. Brunnen, Gießen 1976. ISBN 978-3-7655-0389-4
- Was tun wenn? Angst – Ärger – ausweglose Situationen – und was man dagegen tun kann. Brunnen, Basel und Gießen 1977. ISBN 978-3-7655-0431-0
- "Ich bin am Ende!". Biblische Prinzipien der Seelsorge in akuten Krisenfällen. Brunnen, Gießen 1979. ISBN 978-3-7655-0420-4
- Auch deine Probleme lassen sich lösen! Brunnen, Gießen 1981. ISBN 978-3-7655-5886-3
- Grundlagen biblischer Lebensberatung. Beiträge zu einer Theologie der Seelsorge. Brunnen, Gießen, 1983 ISBN 978-3-7655-2324-3
- Wachsen oder stolpern? Geistliches Wachstum durch Probleme. Schwengeler, Berneck 1989 ISBN 3-85666-407-6
- Geborene Gewinner. Wie man Schwierigkeiten überwindet. Brunnen, Gießen 1990. ISBN 978-3-7655-3058-6
- Der innere Krieg. Der Kampf gegen die alte Natur. Schwengeler, Berneck 1991. ISBN 978-3-85666-405-3
- Predigten. Zielbewusst, anschaulich, überzeugend. Brunnen, Gießen 1991. ISBN 3-7655-2886-2
- Marmor, Stein und Eisen bricht. Brendow, Moers, 1992. ISBN 978-3-87067-478-6
- Siebzig mal sieben. Das Einmaleins der Vergebung. Brunnen, Gießen 1996. ISBN 978-3-7655-2489-9
- Miteinander reden können. Zwischenmenschliche Konflikte und ihre Lösung. Brunnen, Basel und Gießen 2002. (4. Auflage) ISBN 978-3-7655-5163-5
- Seelsorge mit der Bibel. Eine praktische Anleitung. Christlicher Missions-Verlag, 2005. ISBN 978-3-932308-66-6
- Keine Angst vor Theologie! Eine unterhaltsam-systematische Einführung für junge Leute. Betanien 2013. ISBN 978-3-935558-44-0.
- Aufgepasst und mitgedacht – Wie man von Predigten am besten profitiert. Betanien 2016. ISBN 978-3-945716-14-4.